# Championnat des Îles Anglo-Normandes de football
 (mars 2020).
Le Championnat des Iles Anglo-Normandes de football est une compétition de football organisée à Guernesey, à Jersey et à Aurigny. En fin de saison, l' Upton Park Trophy oppose le champion de Guernesey et le champion de Jersey, ce trophée est réservé aux équipes civiles.
Le championnat de Guernesey a été créé en 1893. Neuf équipes composent le 1er niveau (FNB Priaulx League), huit équipes le 2e niveau (Lancaster Division 1), neuf équipes le 3e niveau (Lancaster Division 2), neuf équipes le 4e niveau (Lancaster Division 3). 
Le championnat de Jersey a été créé en 1904. Huit équipes composent le 1er niveau (Premiership), six équipes le 2e niveau (Championship), sept équipes le 3e niveau (Division 1), neuf équipes le 4e niveau (Division 2)

## Guernesey

### Palmarès
| - 1893-1894 : Band Company, 2nd Battalion Royal Fusiliers - 1894-1895 : G and H Company, Royal Fusiliers - 1895-1896 : 10th Company W Division, Royal Artillery - 1896-1897 : 2nd Battalion P.A., Somerset Light Infantry - 1897-1898 : 2nd Battalion Wiltshires - 1898-1899 : 2nd Battalion Wiltshires - 1899-1900 : Northerners - 1900-1901 : Northerners - 1901-1902 : Grange - 1902-1903 : Northerners - 1903-1904 : 2nd Battalion Leicesters - 1904-1905 : 2nd Battalion Manchesters - 1905-1906 : 2nd Battalion Manchesters - 1906-1907 : 2nd Battalion Manchesters - 1907-1908 : Northerners - 1908-1909 : 2nd Middlesex Regiment - 1909-1910 : Northerners - 1910-1911 : 2nd Battalion Royal Irish Regiment - 1911-1912 : 2nd Battalion Royal Irish Regiment - 1912-1913 : Northerners - 1913-1914 : Yorkshire Regiment (Green Howards) - 1914-1919 : pas de compétition - 1919-1920 : Belgrave Wanderers - 1920-1921 : Northerners - 1921-1922 : Northerners - 1922-1923 : Athletics - 1923-1924 : Northerners - 1924-1925 : Rangers - 1925-1926 : Northerners - 1926-1927 : Northerners - 1927-1928 : Northerners - 1928-1929 : Northerners - 1929-1930 : Northerners - 1930-1931 : Rangers - 1931-1932 : Northerners - 1932-1933 : Northerners - 1933-1934 : Rangers - 1934-1935 : Rangers - 1935-1936 : Northerners - 1936-1937 : Northerners |  | - 1937-1938 : Rangers - 1938-1939 : Rangers - 1939-1946 : pas de compétition - 1946-1947 : Belgrave Wanderers - 1947-1948 : Northerners - 1948-1949 : Rangers - 1949-1950 : Rangers - 1950-1951 : Rangers - 1951-1952 : Rangers - 1952-1953 : Northerners - 1953-1954 : Rangers - 1954-1955 : Rangers - 1955-1956 : Rangers - 1956-1957 : Northerners - 1957-1958 : Rangers - 1958-1959 : Rangers - 1959-1960 : Belgrave Wanderers - 1960-1961 : Northerners - 1961-1962 : Northerners - 1962-1963 : Northerners - 1963-1964 : St. Martin's - 1964-1965 : St. Martin's - 1965-1966 : St. Martin's - 1966-1967 : St. Martin's - 1967-1968 : St. Martin's - 1968-1969 : St. Martin's - 1969-1970 : St. Martin's - 1970-1971 : St. Martin's - 1971-1972 : St. Martin's - 1972-1973 : Vale Recreation - 1973-1974 : Vale Recreation - 1974-1975 : Vale Recreation - 1975-1976 : Vale Recreation - 1976-1977 : Vale Recreation - 1977-1978 : Rangers - 1978-1979 : St. Martin's - 1979-1980 : Rangers - 1980-1981 : Vale Recreation - 1981-1982 : Vale Recreation - 1982-1983 : Vale Recreation |  | - 1983-1984 : Vale Recreation - 1984-1985 : St. Martin's - 1985-1986 : Vale Recreation - 1986-1987 : Vale Recreation - 1987-1988 : Vale Recreation - 1988-1989 : Vale Recreation - 1989-1990 : Northerners - 1990-1991 : Northerners - 1991-1992 : Northerners - 1992-1993 : Vale Recreation - 1993-1994 : Sylvans - 1994-1995 : Sylvans - 1995-1996 : Sylvans - 1996-1997 : Sylvans - 1997-1998 : Sylvans - 1998-1999 : Sylvans - 1999-2000 : Sylvans - 2000-2001 : Sylvans - 2001-2002 : Sylvans - 2002-2003 : Vale Recreation - 2003-2004 : St. Martin's - 2004-2005 : Sylvans - 2005-2006 : Belgrave Wanderers - 2006-2007 : Northerners - 2007-2008 : Belgrave Wanderers - 2008-2009 : Northerners - 2009-2010 : Belgrave Wanderers - 2010-2011 : St Martin’s - 2011-2012 : Northerners - 2012-2013 : Belgrave Wanderers - 2013-2014 : Belgrave Wanderers - 2014-2015 : Northerners - 2015-2016 : Northerners - 2016-2017 : Rovers AC - 2017-2018 : Rovers AC |

### Bilan par clubs
- 32 titres : Northerners
- 17 titres : Rangers
- 15 titres : Vale Recreation
- 13 titres : St. Martin's
- 10 titres : Sylvans
- 8 titres : Belgrave Wanderers
- 3 titres : 2nd Battalion Manchesters
- 2 titres : Rovers AC, 2nd Battalion Royal Irish Regiment, 2nd Battalion Wiltshires
- 1 titre : 10th Company W Division, Royal Artillery; 2nd Battalion Leicesters;  2nd Battalion P.A., Somerset Light Infantry; 2nd Middlesex Regiment; Athletics; Band Company, 2nd Battalion Royal Fusiliers; G and H Company, Royal Fusiliers; Grange; Yorkshire Regiment (Green Howards)

## Jersey

### Palmarès
| - 1904-1905 : 20th Company Royal Garrison Artillery - 1905-1906 : Jersey Wanderers - 1906-1907 : 1st Battalion East Surrey Regiment - 1907-1908 : 1st Battalion East Surrey Regiment - 1908-1909 : 2nd Battalion King's Own Regiment - 1909-1910 : 2nd Battalion King's Own Regiment - 1910-1911 : 2nd Battalion King's Own Regiment - 1911-1912 : 1st Battalion Devon Regiment - 1912-1913 : Jersey Wanderers - 1913-1914 : 1st Battalion Devon Regiment - 1914-1919 : pas de compétition - 1919-1920 : National Rovers - 1920-1921 : Jersey Wanderers - 1921-1922 : Jersey Wanderers - 1922-1923 : St. Paul's - 1923-1924 : Mechanics - 1924-1925 : Mechanics - 1925-1926 : 2nd Battalion East Surrey Regiment - 1926-1927 : First Tower United - 1927-1928 : Jersey Wanderers - 1928-1929 : First Tower United - 1929-1930 : Jersey Wanderers - 1930-1931 : Jersey Wanderers - 1931-1932 : Jersey Wanderers - 1932-1933 : YMCA - 1933-1934 : YMCA - 1934-1935 : Jersey Wanderers - 1935-1936 : St. Paul's - 1936-1937 : First Tower United - 1937-1938 : First Tower United - 1938-1939 : Magpies - 1939-1946 : pas de compétition - 1946-1947 : Beeches Old Boys - 1947-1948 : Jersey Wanderers - 1948-1949 : St. Paul's - 1949-1950 : St. Paul's |  | - 1950-1951 : St. Paul's - 1951-1952 : Jersey Wanderers - 1952-1953 : Beeches Old Boys - 1953-1954 : Magpies - 1954-1955 : Magpies - 1955-1956 : Beeches Old Boys - 1956-1957 : Magpies - 1957-1958 : Beeches Old Boys - 1958-1959 : First Tower United - 1959-1960 : Oaklands - 1960-1961 : Beeches Old Boys - 1961-1962 : Jersey Wanderers - 1962-1963 : Jersey Wanderers - 1963-1964 : Oaklands - 1964-1965 : Georgetown - 1965-1966 : First Tower United - 1966-1967 : Georgetown - 1967-1968 : Jersey Wanderers - 1968-1969 : First Tower United - 1969-1970 : First Tower United - 1970-1971 : Jersey Wanderers - 1971-1972 : First Tower United - 1972-1973 : First Tower United - 1973-1974 : First Tower United - 1974-1975 : First Tower United - 1975-1976 : First Tower United - 1976-1977 : First Tower United - 1977-1978 : First Tower United - 1978-1979 : Oaklands - 1979-1980 : St. Paul's - 1980-1981 : Jersey Wanderers - 1981-1982 : St. Paul's - 1982-1983 : First Tower United - 1983-1984 : First Tower United - 1984-1985 : Jersey Wanderers - 1985-1986 : Jersey Wanderers |  | - 1986-1987 : St. Paul's - 1987-1988 : St. Paul's - 1988-1989 : Jersey Wanderers - 1989-1990 : Jersey Wanderers - 1990-1991 : Sporting Academics - 1991-1992 : Jersey Scottish - 1992-1993 : Jersey Scottish - 1993-1994 : First Tower United - 1994-1995 : First Tower United - 1995-1996 : Jersey Scottish - 1996-1997 : Jersey Scottish - 1997-1998 : Jersey Scottish - 1998-1999 : Jersey Scottish - 1999-2000 : St. Paul's - 2000-2001 : St. Peter - 2001-2002 : St. Peter - 2002-2003 : Trinity - 2003-2004 : Jersey Scottish - 2004-2005 : Jersey Scottish - 2005-2006 : St. Peter - 2006-2007 : Jersey Scottish - 2007-2008 : Jersey Scottish - 2008-2009 : Jersey Scottish - 2009-2010 : St. Paul's - 2010-2011 : St. Paul's - 2011-2012 : Jersey Scottish - 2012-2013 : Jersey Scottish - 2013-2014 : St. Paul's - 2014-2015 : St. Paul's - 2015-2016 : St. Paul's - 2016-2017 : St. Paul's - 2017-2018 : St. Paul's |

### Bilan par clubs
- 20 titres : Jersey Wanderers
- 19 titres : First Tower United, St. Paul's
- 11 titres : Jersey Scottish
- 5 titres : Beeches Old Boys
- 4 titres : Magpies
- 3 titres : 2nd Battalion King's Own Regiment; Oaklands; St. Peter
- 2 titres : 1st Battalion Devon Regiment; 1st Battalion East Surrey Regiment; Georgetown ; Mechanics ; YMCA
- 1 titre : 2nd Battalion East Surrey Regiment ; 20th Company Royal Garrison Artillery ; National Rovers ; Sporting Academic ; Trinity

## Upton Park Trophy

### Palmarès
| - 1907 : Northerners (G) - 1908 : Jersey Wanderers (J) - 1909 : Jersey Wanderers (J) - 1910 : Northerners (G) - 1911 : non joué - 1912 : Jersey Wanderers (J) - 1913 : Jersey Wanderers (J) - 1914 : Northerners (G) - 1915-1919 : non joué - 1920 : National Rovers (J) - 1921 : Jersey Wanderers (J), Northerners (G): titre partagé - 1922 : Northerners (G) - 1923 : Saint Paul's (J) - 1924 : Northerners (G) - 1925 : Mechanics (J) - 1926 : Northerners (G) - 1927 : Northerners (G) - 1928 : Northerners (G) - 1929 : First Tower United (J) - 1930 : Northerners (G) - 1931 : Jersey Wanderers (J) - 1932 : Jersey Wanderers (J) - 1933 : YMCA (J) - 1934 : Rangers (G) - 1935 : Rangers (G) - 1936 : Northerners (G) - 1937 : Northerners (G) - 1938 : First Tower United (J) - 1939 : Rangers (G) - 1940-1946 : non joué - 1947 : Belgrave Wanderers (G) - 1948 : Jersey Wanderers (J) - 1949 : Saint Paul's (J) - 1950 : Rangers (G) - 1951 : Saint Paul's (J) - 1952 : Rangers (G) - 1953 : Beeches Old Boys (J) - 1954 : Magpies (J) - 1955 : Magpies (J) |  | - 1956 : Beeches Old Boys (J) - 1957 : Magpies (J) - 1958 : Beeches Old Boys (J) - 1959 : First Tower United (J) - 1960 : Belgrave Wanderers (G) - 1961 : Northerners (G) - 1962 : Northerners (G) - 1963 : Northerners (G) - 1964 : St.Martin's (G) - 1965 : St.Martin's (G) - 1966 : St.Martin's (G) - 1967 : St.Martin's (G) - 1968 : Jersey Wanderers (J), St.Martin's (G): titre partagé - 1969 : St.Martin's (G) - 1970 : St.Martin's (G) - 1971 : St.Martin's (G) - 1972 : First Tower United (J) - 1973 : First Tower United (J) - 1974 : Vale Recreation (G) - 1975 : First Tower United (J) - 1976 : Vale Recreation (G) - 1977 : First Tower United (J) - 1978 : First Tower United (J) - 1979 : St.Martin's (G) - 1980 : Saint Paul's (J) - 1981 : Vale Recreation (G) - 1982 : Saint Paul's (J) - 1983 : First Tower United (J) - 1984 : First Tower United (J) - 1985 : St.Martin's (G) - 1986 : Jersey Wanderers (J) - 1987 : Saint Paul's (J) - 1988 : Vale Recreation (G) - 1989 : Jersey Wanderers (J) - 1990 : Northerners (G) - 1991 : Sporting Academics (J) - 1992 : Jersey Scottish (J) - 1993 : Jersey Scottish (J) - 1994 : First Tower United (J) |  | - 1995 : First Tower United (J) - 1996 : Sylvans (G) - 1997 : Sylvans (G) - 1998 : Sylvans (G) - 1999 : Jersey Scottish (J) - 2000 : St.Paul's (J) - 2001 : St.Peter (J) - 2002 : St.Peter (J) - 2003 : Trinity (J) - 2004 : St.Martin's (G) - 2005 : Jersey Scottish (J) - 2006 : Belgrave Wanderers (G) - 2007 : Jersey Scottish (J) - 2008 : Belgrave Wanderers (G) - 2009 : St.Paul's (J) - 2010 : St.Paul's (J) - 2011 : St.Martin's (G) - 2012 : Northerners (G) - 2013 : Jersey Scottish (J) - 2014 : St.Paul's (J) - 2015 : St.Paul's (J) - 2016 : St.Paul's (J) - 2017 : St.Paul's (J) - 2018 : St.Paul's (J) |

### Bilan par clubs
- 17 victoires : Northerners (G)
- 12 victoires : First Tower United (J)
- 11 victoires : Jersey Wanderers (J); Saint Paul's (J), St.Martin's (G)
- 6 victoires : Jersey Scottish (J)
- 5 victoires : Rangers (G)
- 4 victoires : Vale Recreation (G); Belgrave Wanderers (G)
- 3 victoires : Sylvans (G); Beeches Old Boys (J); Old Saint Paul's (J); Magpies FC (J)
- 2 victoires : St.Peter (J)
- 1 victoire : Mechanics (J); YMCA (J); National Rovers (J); Sporting Academics (J); Trinity (J)

### Bilan par île
- Jersey : 56 victoires
- Guernesey : 44 victoires

## Aurigny

### Palmarès
- 1926-1927 : Northern Belles
- 1927 à 2000 : inconnu
- 2000-2001 : Surrey
- 2001-2002 : Loose Handbrakes
- 2002-2003 : non joué
- 2003-2004 : inconnu

Junior Football League 
- 2004-2005 : Bells
- 2005 à 2018 : inconnu